# Lethrinus nebulosus
Espèce
Le bec de cane bleuté (Lethrinus nebulosus) est une espèce de poissons marins appartenant à la famille des Lethrinidae.

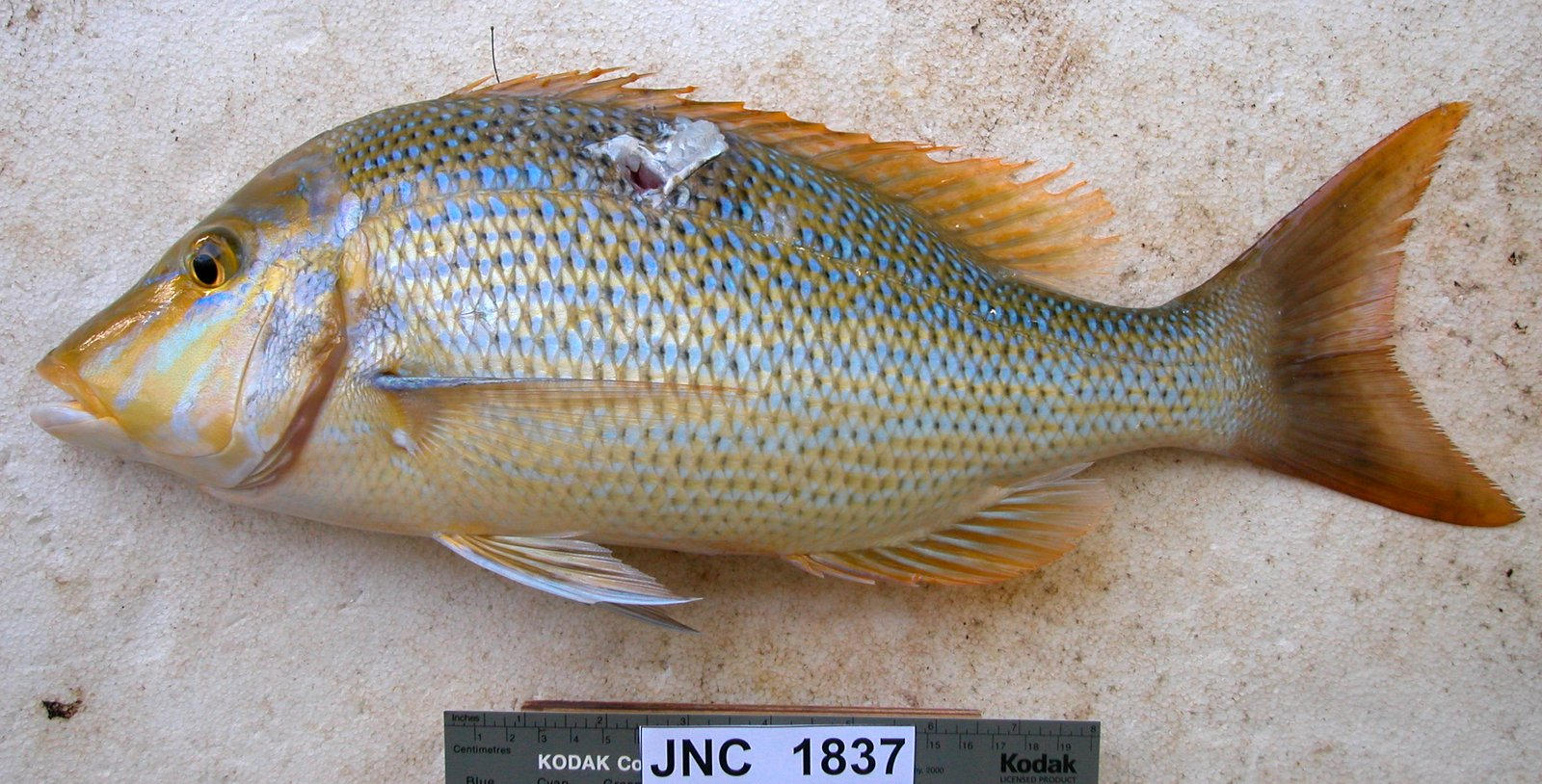
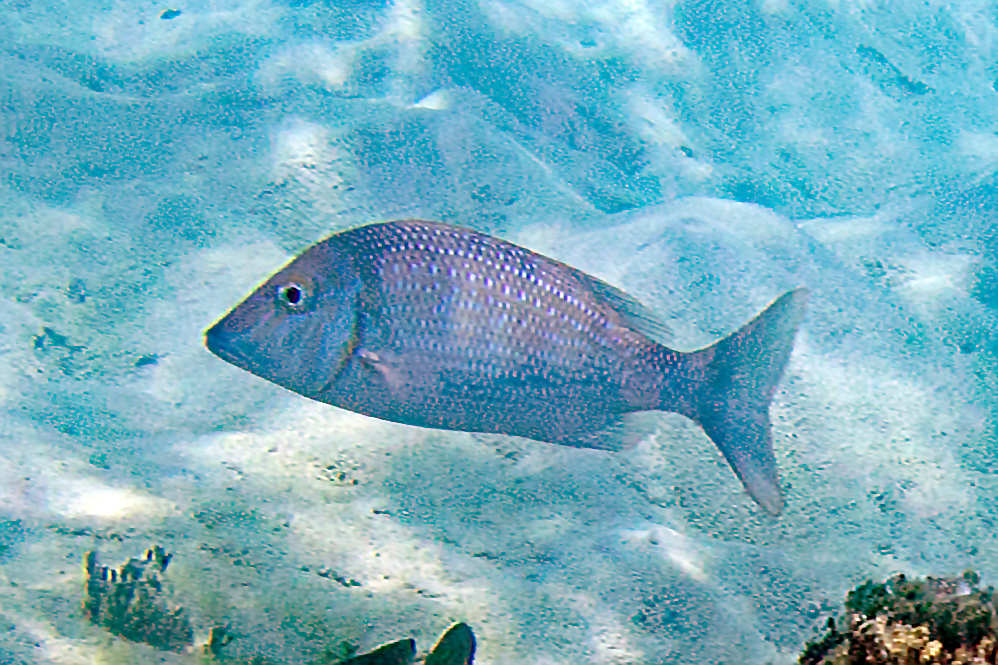